# NGC 3053
NGC 3053 este o radiogalaxie situată în constelația Leul. A fost descoperită în 14 ianuarie 1787 de către William Herschel. Se află la o distanță de 60,26 de megaparseci de Pământ.